# برينزير روثورن
برينزير روثورن (بالإنجليزية: Brienzer Rothorn)‏ هو أحد جبال سلسلة جبال الألب إيمينتال وجزء من القمة الأم يقع في كانتون برن وكانتون لوسيرن وكانتون أوبفالدن، سويسرا. يبلغ ارتفاع الجبل حوالي 2350 متر، بينما يبلغ ارتفاع نتوء الجبل 1342 متر.

## معرض صور

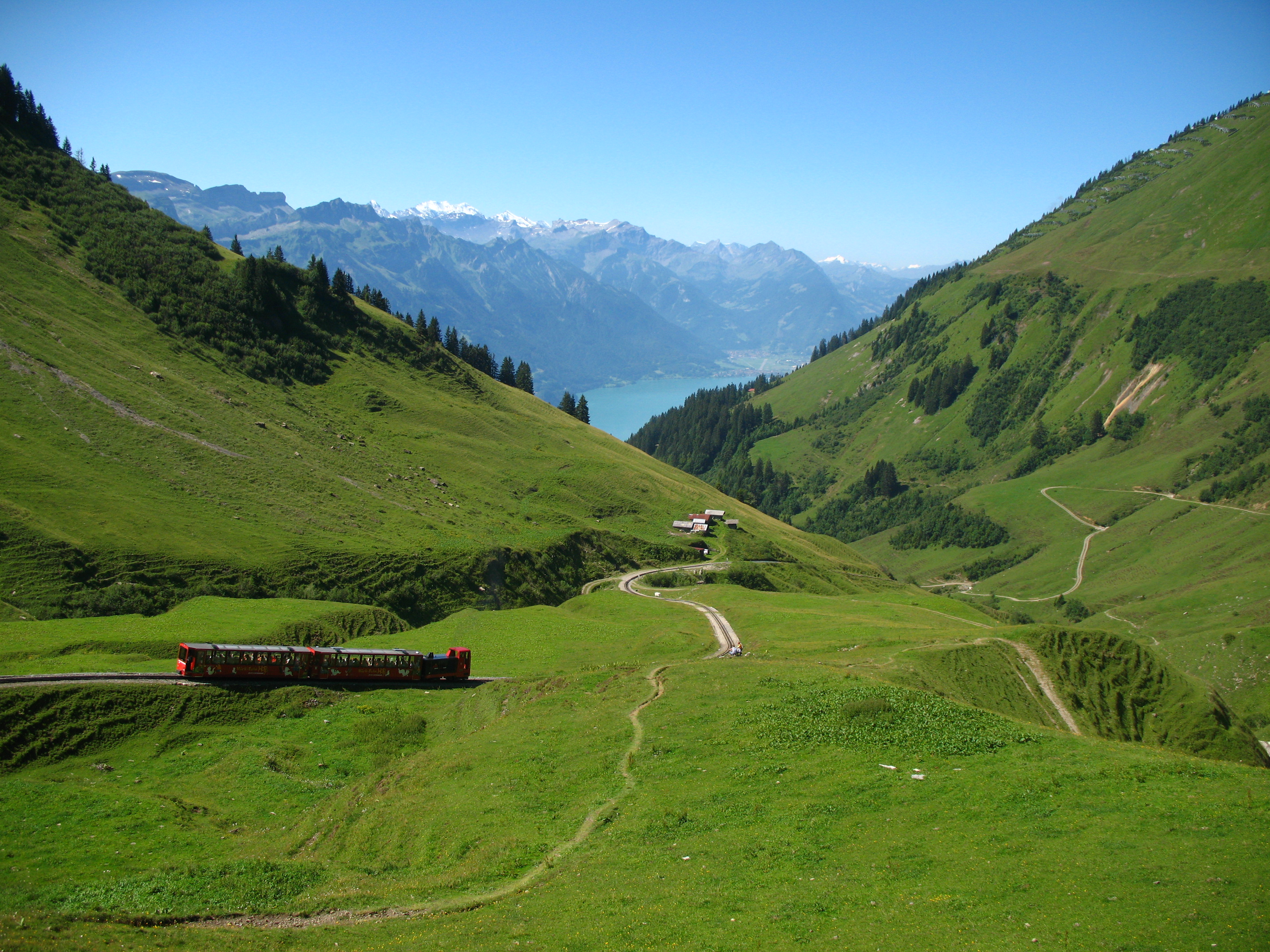
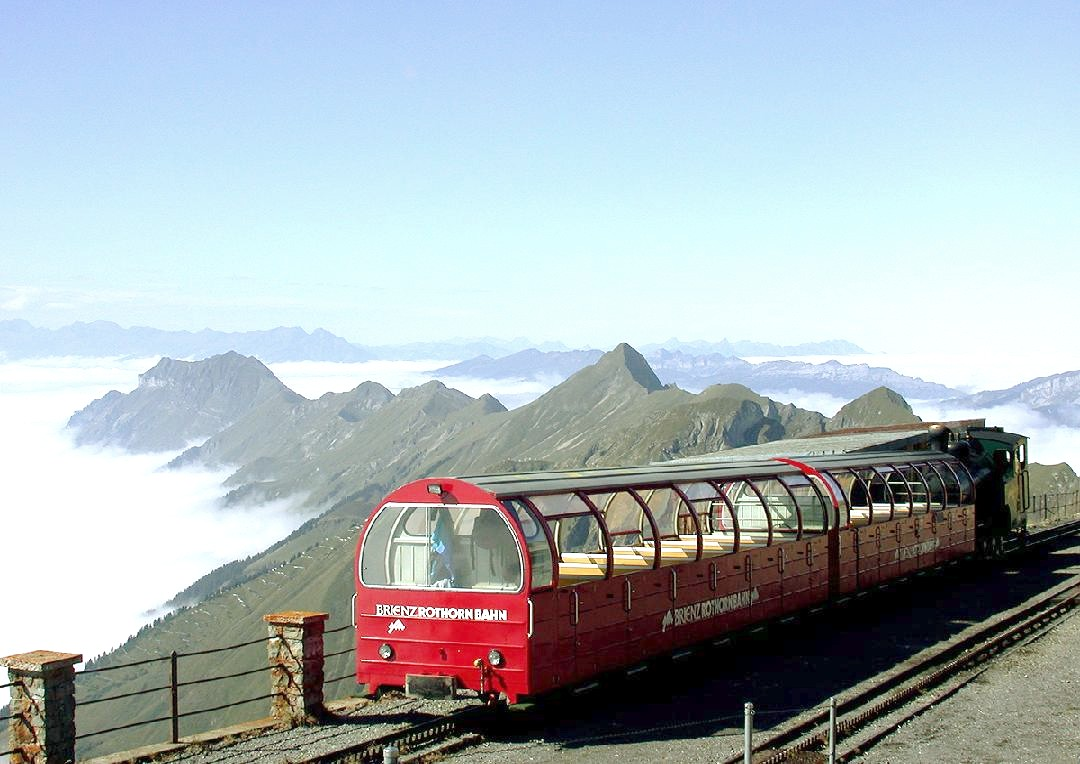
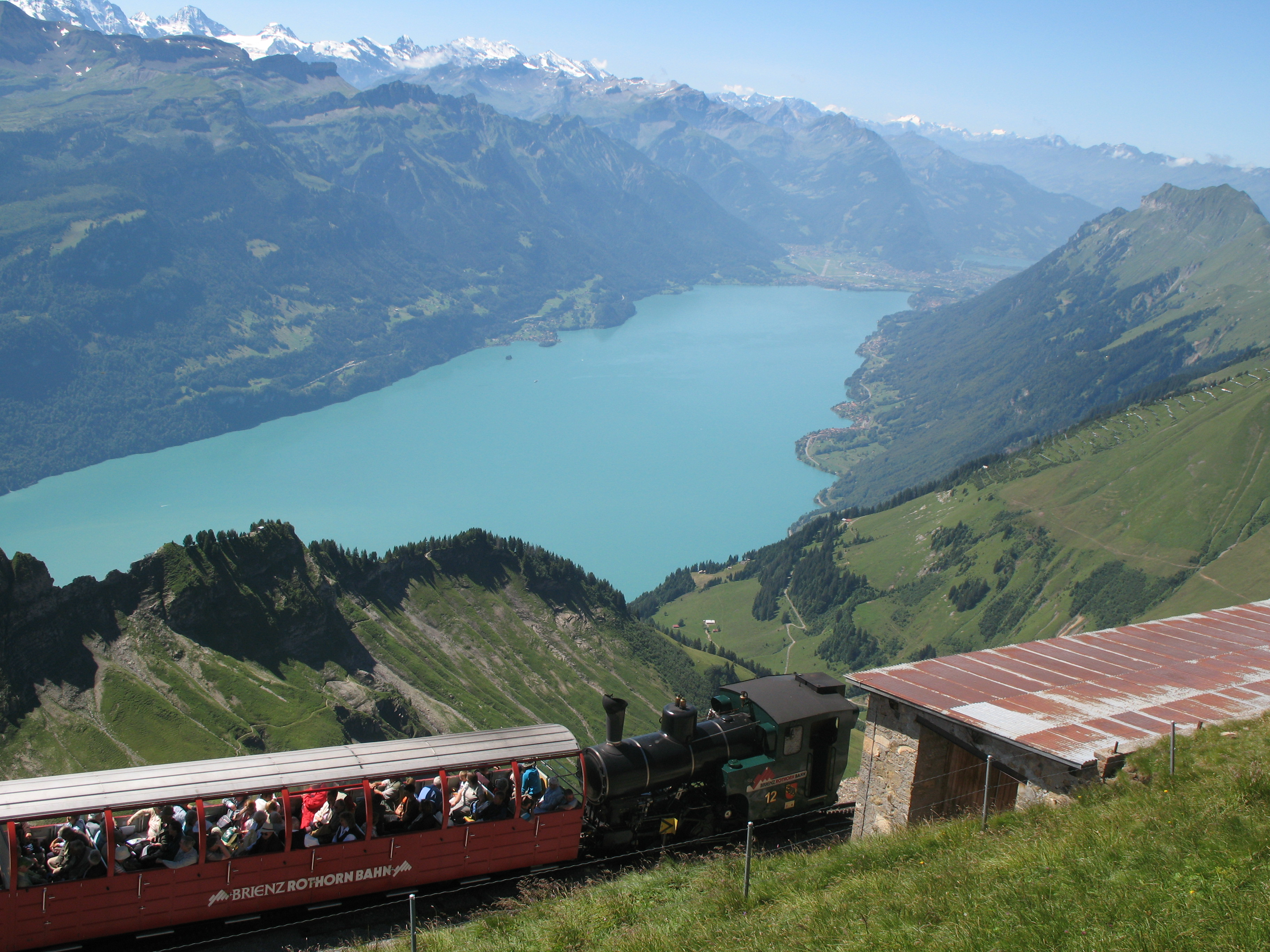
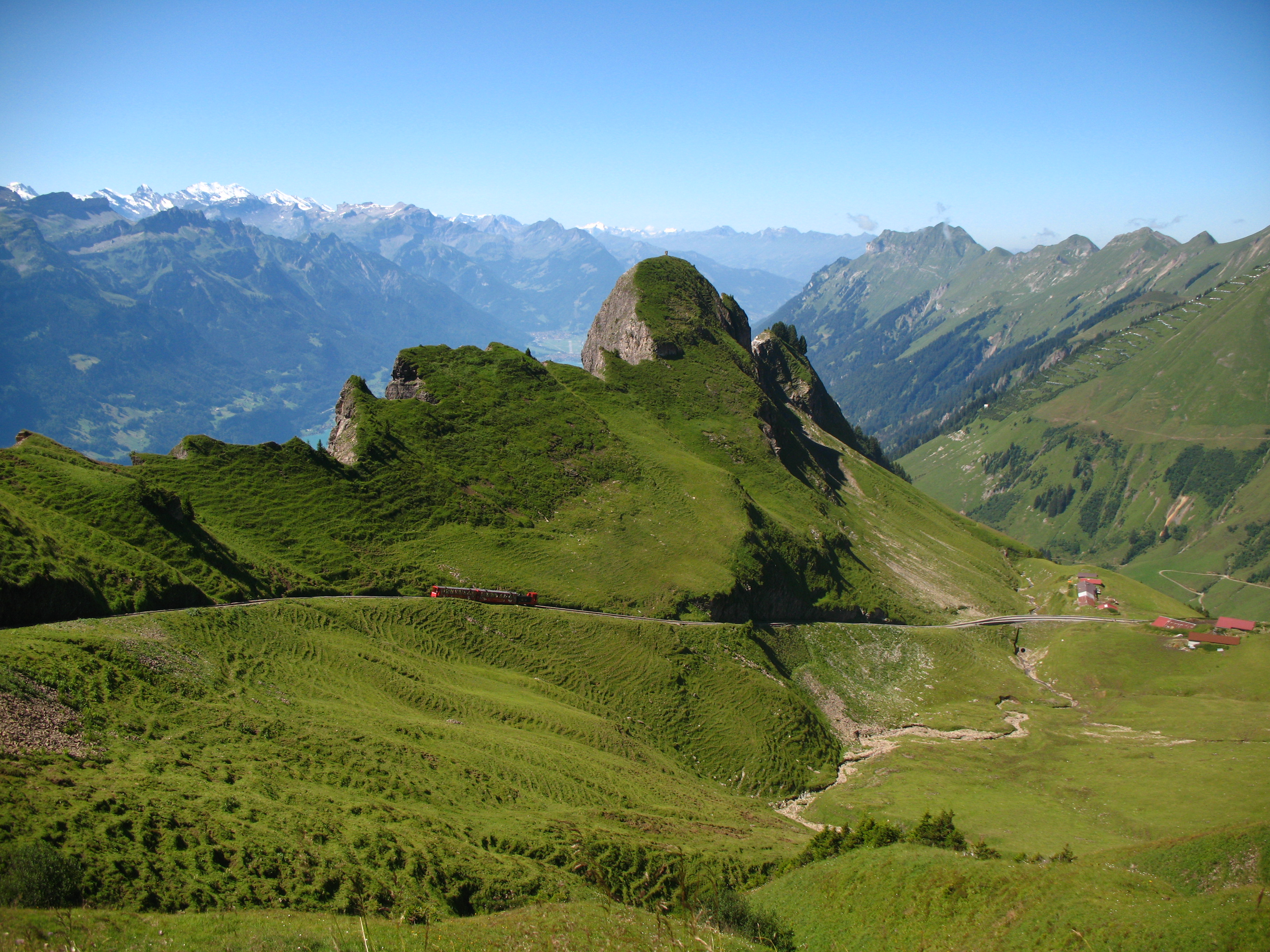